# Ozzmosis
Ozzmosis – siódmy studyjny album brytyjskiego wokalisty Ozzy’ego Osbourne’a, wydany w roku 1995 (zob. 1995 w muzyce).
Według danych z kwietnia 2002 album sprzedał się w nakładzie 1 572 385 egzemplarzy na terenie Stanów Zjednoczonych.

## Lista utworów
1. „Perry Mason” – 5:53
2. „I Just Want You” – 4:56
3. „Ghost Behind My Eyes” – 5:11
4. „Thunder Underground” – 6:29
5. „See You on the Other Side” – 6:10
6. „Tomorrow" – 6:36
7. „Denial” – 5:12
8. „My Little Man” – 4:52
9. „My Jekyll Doesn't Hide” – 6:34
10. „Old L.A Tonight” – 4:48

Ścieżki bonusowe (2002 Remaster)
1. „Whole World's Falling Down” – 5:05
2. „Aimee” – 4:46

## Skład zespołu
- Ozzy Osbourne – wokal
- Zakk Wylde – gitara
- Geezer Butler – gitara basowa
- Deen Castronovo – perkusja
- Rick Wakeman - instrumenty klawiszowe
- Michael Beinhorn - instrumenty klawiszowe